# Paul Traugott Meissner
Paul Traugott Meissner (Medgyes, 1778. március 23. – Neuwaldeggen, 1864. július 9.) erdélyi szász gyógyszerész és kémikus.

## Életpályája
Mivel apja, aki Medgyesen volt városi sebész, korán meghalt, a fiú nevelését mostohaapja, Johann Wagner ágostai evangélikus lelkész felügyelte. Meissner középiskolai tanulmányainak bevégzése után 1793-ban Segesváron lett gyógyszerész-segéd; négy év múlva Bécsbe ment, ahol az 1797–98-as iskolai évben Joseph Franz von Jaquin kémiai és botanikai előadásait hallgatta, azután több évig egyetemi tanulmányokat folytatott. Miután két évig provisor volt a cs. kir. sóhivatal gyógyszertárában Ausseeban, visszatért hazájába, közben Pesten megszerezte a gyógyszerészeti oklevelet. Erdélyben megérkezve, megnősült és Brassóban átvette apósa gyógyszertárának vezetését. Miután a gyógyszertár nejének, tulajdonába jutott, 1811-ben eladta és családjával Bécsben telepedett le. 1815-ben ugyanott az újonnan alapított polytechnikai intézetben adjunktus, majd a kémia tanára lett. 1845 elején saját kérésére nyugdíjazták.
Munkásságát az elméleti kémia és a fűtéstechnika területén fejtette ki. Találmányai a róla elnevezett meleg levegővel működő központi fűtés, illetve az úgynevezett "bécsi sparhert".

## Művei
- Vorschläg zur Verbesserung pharmaceutischer Operationen. Wien, 1814.
- Die Aräometrie in ihrer Anwendung auf Chemie und Technik. Wien, 1816.
- Handbuch der allgemeinen und technischen Chemie. Wien, 1819–33. Öt kötet.
- Die Heitzung mit erwärmter Luft, als das wohlfeilste, bequemste und zugleich die Feuersgefahr am meisten entfernende Mittel zur Erwärmung grösserer Räume. Wien, 1821.
- System der Heilkunde aus die allgemeinsten Naturgesetzen gefolgert, 1832
- Chemische Äquivalenten- und Atomenlehre, két kötet, 1834
- Vorträge über Pyrotechnik (kéziratban maradt)
- Die Ventilation und Erwärmung der Kinderstube und des Krankenzimmers, 1852
- Beiträge zum Kenntnis der Cholera, 1864